# Kvarntjärnen (Karlskoga socken, Värmland)
Kvarntjärnen är en sjö i Karlskoga kommun i Värmland och ingår i Göta älvs huvudavrinningsområde. Sjön är 8 meter djup, har en yta på 0,011 kvadratkilometer och är belägen 143 meter över havet.